# 판루향

판루 향의 위치

판루향(한국어: 번로향, 중국어: 番路鄉, 병음: Fānlù Xiāng)은 중화민국 자이 현의 향이다. 넓이는 117.5269km2이고, 인구는 2015년 8월 기준으로 11,931명이다.

## 지리
판루 향은 자이 현의 동부에 위치하고 북쪽은 주치 향, 동쪽은 아리산 향, 서쪽은 자이 시 둥 구, 남쪽은 중푸 향 및 다푸 향과 접한다.